# Taudactylus pleione
Espèce
Statut de conservation UICN

 CR B1ab(v)+2ab(v) : 
En danger critique
Taudactylus pleione est une espèce d'amphibiens de la famille des Myobatrachidae.

## Répartition
Cette espèce est endémique du Nord-Est du Queensland. Elle se rencontre au-dessus de 500 m d'altitude. Comme d'autres espèces du genre Taudactylus, Taudactylus pleione voit sa population diminuer à cause de la chytridiomycose (maladie due au champignon Batrachochytrium dendrobatidis) et par la réduction de son biotope.

## Étymologie
Cette espèce est nommée en l'honneur de Pléioné.

## Publication originale
- Czechura, 1986 : A new species of Taudactylus (Myobatrachidae) from southeastern Queensland, Australia. Memoirs of the Queensland Museum, vol. 22, no 2, p. 299-307 (texte intégral).